# Danexit

Ubicación de Dinamarca en la UE

Danexit (o Dexit) es un neologismo para la hipotética retirada de Dinamarca de la Unión Europea (UE) propuesta por los populistas y nacionalistas de derecha daneses en la línea del Brexit. La palabra es análoga al término Brexit, que significa la salida del Reino Unido de la UE y, por lo tanto, es una acrónimo "Dan" (para Dinamarca) y "exit" (en inglés, "salida").

## Historia
Dinamarca es miembro de la UE desde 1973. Los daneses votaron en contra del Tratado de Maastricht en 1992, que tuvo que ser renegociado después de que Copenhague votara en contra. En 2000 se decidió por poco no introducir el euro como nueva moneda. Según las encuestas, la mayoría de los encuestados quiere permanecer en la UE. La Comisión Europea realiza encuestas de opinión anuales que muestran que entre la mitad y las tres cuartas partes de los encuestados están a favor de permanecer en la UE. Sólo en una encuesta de 2016 realizada por el instituto de opinión privado A4V, dirigido por el diputado del Partido Popular Danés (DF) Erik Høgh-Sørensen, un tercio de los encuestados prefirió discutir las relaciones con su país para decidir si Gran Bretaña debía irse. También en este caso, el 27% de los encuestados estaba a favor de una salida inmediata de la UE y el 30% de los encuestados estaba a favor de permanecer en la UE, mientras que el 43% no quería comprometerse o no tenía opinión al respecto.
Una posible salida de Dinamarca de la UE cuenta con el apoyo de algunos políticos del partido populista de derecha Partido Popular Danés. Al igual que los demás partidos, el partido liberal Venstre se opone a la salida de la UE. Los representantes de los populistas de derecha daneses ya habían convocado su propio referéndum sobre la salida de la UE en vísperas de la votación británica del 23 de junio de 2016. El diputado danés Kenneth Kristensen Berth dijo en una entrevista de 2016: “En este momento estamos esperando los resultados de las negociaciones británicas con la UE; sobre qué relación entablará Gran Bretaña con la UE. Estoy bastante seguro de que el resultado será tal que podría ser interesante que los votantes daneses voten también sobre él". Morten Messerschmidt, también miembro del Partido Popular Danés, predijo a principios de 2020 que su país abandonaría la Unión Europea dentro de diez años. Dijo que creía que el Brexit sería un gran éxito. 

## Opiniones políticas
La página Facebook enumera aproximadamente 11.000 daneses que quieren abandonar la Unión Europea, lo que equivale a menos del 0.2% de toda la población. Este grupo de Facebook fue creado el 14 de julio de 2019 y está formado por 5 administradores y moderadores.

## Las encuestas de opinión
| Ejecutado en   | Llevada a cabo por | Mantenerse | Irse                    | Sin opinión                                 |     |     |     |
| -------------- | ------------------ | ---------- | ----------------------- | ------------------------------------------- | --- | --- | --- |
| Ejecutado en   | Llevada a cabo por | marzo 2023 | YouGov/Eurotrack        | Sin opinión                                 | 68% | 16% | 16% |
| febrero 2021   | YouGov/Eurotrack   | 62%        | 23%                     | 12%                                         |     |     |     |
| abril 2020     | Sentio             | 39%        | 39%                     | 22%                                         |     |     |     |
| noviembre 2019 | Eurobarómetro      | 63%        | 26%                     | 11%                                         |     |     |     |
| abril 2019     | Sentio             | 41%        | 43% Cooperación nórdica | 2%                                          |     |     |     |
| noviembre 2018 | Eurobarómetro      | 60%        | 31%                     | 9%                                          |     |     |     |
| noviembre 2017 | Eurobarómetro      | 52%        | 37%                     | 11%                                         |     |     |     |
| noviembre 2016 | Eurobarómetro      | 57%        | 39%                     | 4%                                          |     |     |     |
| marzo 2016     | Analyseenheden 4V  | 30%        | 27%                     | 34% Esperar y decidir más tarde 9% no lo sé |     |     |     |
| noviembre 2015 | Eurobarómetro      | 65%        | 30%                     | 5%                                          |     |     |     |
| noviembre 2014 | Eurobarómetro      | 73%        | 25%                     | 2%                                          |     |     |     |
| noviembre 2013 | Eurobarómetro      | 75%        | 22%                     | 3%                                          |     |     |     |